# تأثير هولدين
تأثير هولدين هو صفة مميزة للهيموغلوبين وصفت لأول مرة من قبل جون سكوت هولدين. حيث يزيد نزع الأكسجين من الدم من قدرته على حمل ثنائي أكسيد الكربون وهذا التأثير هو ما يعرف بتأثير هولدين. بالمقابل يمتلك الدم المؤكسج قابلية منخفضة على حمل ثنائي أكسيد الكربون.

## مركبات الكاربامينو
يستطيع ثنائي أكسيد الكربون أن يرتبط بمجموعات الأمين مكونا مركبات الكاربامينو. وتكون مجموعات الأمين متوافرة للارتباط عند الطرف الأميني لسلسلة عديد الببتيد وعند السلاسل الجانبية للحمضين الأمينيين أرجنين ولايسين في الهيموغلوبين. وهذا يكون مركب الكاربامينوهيموغلوبين الذي يعد مساهما أساسيا في تأثير هولدين.

## روابط خارجية
- Overview at umc.edu
- Overview at vcu.edu
- Haldane+effect في قاموس إي ميديسين